# Земля будущего (фильм)
«Земля будущего» (англ. Tomorrowland) — американский научно-фантастический фильм 2015 года режиссёра Брэда Бёрда. Сценарий написан Бёрдом в соавторстве с Деймоном Линделофом. Картина вышла в прокат 21 мая 2015 года.

## Сюжет
С конца XIX века на Земле действует тайная организация «Плюс Ультра», у истоков которой стояли Жюль Верн, Никола Тесла, Томас Эдисон и Густав Эйфель. Со временем их последователи смогли разработать технологии, позволяющие строить роботов, использовать антигравитацию и межпространственные порталы. Члены организации решили основать лучший мир, лишённый недостатков современного общества: насилия, коррупции, бюрократии. В другом измерении ими был построен фантастический город будущего, в котором люди живут вне институтов власти, научились управлять гравитацией, разобрались с природой старения и летают к звёздам. На Земле действуют вербовщики, находящие людей, отвечающих идеалам Земли будущего.
В 1964 году мальчик Фрэнк Уокер посещает всемирную выставку в Нью-Йорке. В павильон изобретений он приносит самодельный ракетный ранец. Судья Дэвид Никс отвергает его проект на том основании, что ранец не работает. К Фрэнку подходит девочка Афина, одна из вербовщиков, и дарит ему значок, который становится пропуском в мир Земли будущего.
Действие переносится в наши дни. Девушка Кейси Ньютон пытается сохранить космодром на мысе Канаверал, который демонтируют за ненадобностью — человечество перестало запускать космические аппараты. В ходе одной из попыток вывести из строя подъёмные краны она попадает в полицию, а после освобождения обнаруживает в своих вещах значок — такой же, какой в своё время получил Фрэнк. Прикоснувшись к значку, Кейси неожиданно видит и ощущает себя на Земле будущего, хотя на самом деле по-прежнему находится в своём мире — пытаясь куда-либо пойти, она натыкается на стены, падает с лестницы… Чтобы обеспечить себе свободу передвижения, не подвергаясь риску на что-либо натолкнуться, она выходит ночью в поле и приступает к исследованию футуристического города Земли будущего, но всего через несколько минут Кейси Ньютон заходит по пояс в воду, после чего значок перестаёт функционировать, и Кейси оказывается на реальной Земле в воде у берега озера.
Заинтригованная Кейси, пытаясь раздобыть ещё один значок на замену неработающему, находит в Интернете объявление о его продаже. Отправившись по указанному в объявлении адресу, она попадает в магазин, торгующий винтажными «предметами из будущего». Продавцы магазина пытаются выяснить, каким образом Кейси достался её значок и, не поверив её рассказу, угрожают неизвестным оружием. Кейси Ньютон хочет сбежать, но продавцы пытаются её убить, спрашивая при этом о маленькой девочке. В этот момент в магазин врывается девочка Афина и вступает в схватку с продавцами, которые оказываются андроидами. Ей удаётся спасти Кейси, а сильно повреждённые андроиды самоликвидируются, уничтожая магазин.
Девочка Афина и Кейси Ньютон уезжают на машине. Афина рассказывает Кейси, что она тоже «сложный робот». Кейси жмёт на тормоза и убегает из съехавшей на обочину машины, идущую за ней по середине дороги Афину на глазах Кейси сбивает пикап. Кейси угоняет этот пикап, но андроид бегом догоняет её. В машине Афина объясняет Кейси, что миссия последней — спасение человечества, и более подробную информацию она может получить у Фрэнка. Кейси засыпает в машине и просыпается от того, что Афина выталкивает её на обочину у дома Фрэнка, в котором тот ведёт жизнь затворника, и уезжает.
Фрэнк поначалу отказывается впустить Кейси и говорит о том, что сдался, однако девочке удаётся хитростью выманить его из дома, а самой запереться внутри. Пока Кейси рассматривает всевозможные невероятные устройства, которыми полон дом, Фрэнку удаётся вернуться внутрь через замаскированный запасной вход из-под пола.
В доме изобретателя установлена компьютерная система, анализирующая мировые новости. Согласно текущему прогнозу системы, вероятность гибели человечества составляет 100 %. Однако когда Кейси заявляет Фрэнку, что сдаваться никогда нельзя, прогноз внезапно улучшается на несколько тысячных процента. В этот момент в дом пытаются ворваться андроиды, выдающие себя за представителей Секретной службы США и стремящиеся ликвидировать Кейси. Фрэнк спасает девушку от преследователей и рассказывает ей свою историю: в 1994 году Фрэнк был изгнан с Земли будущего. Изначальная идея её создателей превратилась в утопию и то, что видела Кейси при помощи значка, было всего лишь старым рекламным роликом города.
Кейси, вернувшаяся Афина и Фрэнк, воспользовавшись телепортационным порталом, добираются до Эйфелевой башни, на самом деле являющейся замаскированной стартовой площадкой для ракеты, которая, выйдя в космическое пространство, доставляет их в параллельную реальность на Землю будущего. Увиденный ранее Кейси футуристический город Земли будущего в реальности оказывается малолюдным и заброшенным. Беглецов встречает Дэвид Никс, являющийся теперь главой города, и объясняет мотивы своих поступков: при помощи тахионной обсерватории, позволяющей заглядывать в прошлое и будущее, он увидел неизбежную гибель человечества — но все его попытки убедить людей Земли предпринять шаги, необходимые для предотвращения катастрофы, наткнулись на стену непонимания — вместо того, чтобы позаботиться о своём спасении, человечество превратило предостережения о неизбежной гибели в ещё один вид развлечений — фильмы-катастрофы. До гибели цивилизации в ядерной войне и экологическом коллапсе осталось всего 58 дней. Никс приговаривает нарушившего условия своего изгнания Фрэнка к выдворению с Земли будущего.
Ожидая отправки обратно на Землю, Кейси внезапно догадывается, что тахионная обсерватория не только позволяет видеть будущее, но и внушает человечеству мысль о неизбежности конца света, создавая таким образом самоисполняющееся пророчество. Сам факт наблюдения за сценами гибели человечества создавал предпосылки к тому, чтобы будущее становилось именно таким, каким его видел наблюдатель; таким образом, если тахионная обсерватория перестанет функционировать, то прекратится и её воздействие, подталкивающее мир к катастрофе. Никс признаёт, что это была его идея показывать такие образы человечеству как предупреждение. Фрэнк, Кейси и Афина пытаются разрушить обсерваторию, что приводит к схватке с Никсом.
В финальной схватке герои побеждают Никса, его охранников и роботов. Афина, увидев тахионный образ Никса, стреляющего во Фрэнка, заслоняет последнего собой, получая при этом необратимые повреждения. Как и у андроидов в «магазине будущего», её механизм самоликвидации активируется, и она просит Фрэнка использовать её для уничтожения тахионной обсерватории. Фрэнк с телом Афины поднимается в воздух с помощью реактивного ранца и бросает её на тахионную обсерваторию. Взрыв разрушает обсерваторию и приводит к гибели Никса. Катастрофы на Земле не происходит.
Фрэнк и Кейси продолжают миссию «Плюс Ультра». Они изготовили новые значки, и их вербовщики отправляются на Землю искать новых мечтателей и созидателей, достойных жить на Земле будущего.

## В ролях
| Актёр           | Роль                                                                       |
| --------------- | -------------------------------------------------------------------------- |
| Бритт Робертсон | Кейси Ньютон                                                               |
| Джордж Клуни    | Фрэнк Уокер                                                                |
| Томас Робинсон  | Фрэнк Уокер в детстве                                                      |
| Рэффи Кэссиди   | Афина                                                                      |
| Хью Лори        | Дэвид Никс                                                                 |
| Тим Макгро      | Эдди Ньютон                                                                |
| Джуди Грир      | Дженни Ньютон (почти все сцены с её участием не попали в финальный монтаж) |
| Мэттью Маккоулл | Дэйв Кларк                                                                 |
| Крис Бауэр      | отец Фрэнка                                                                |
| Кэтрин Хан      | Урсула (робот-продавец)                                                    |
| Киган-Майкл Кей | Хьюго Гернсбек (робот-продавец)                                            |
| Пирс Ганьон     | Нейт Ньютон                                                                |

## Производство
Проект был одобрен в июне 2011 года, когда Деймон Линделоф согласился стать сценаристом и продюсером фильма. В мае 2012 года стало известно, что режиссёром станет Бред Бёрд. В ноябре этого же года Джордж Клуни начал вести переговоры по поводу участия в фильме. В январе 2013 года проект сменил название с 1952 на Tomorrowland. В июле 2013 года Бритт Робертсон была утверждена на главную роль.
Один из руководителей компании Walt Disney Дэйв Холлис отметил, что создание фильма по оригинальному сюжету в наши дни — значительный риск, но на него приходится идти, так как компания придерживается стратегии работы над проектами с оригинальными историями в основе.

## Критика
Фильм получил смешанные отзывы кинокритиков. На сайте Rotten Tomatoes фильм имеет рейтинг 50 % на основе 303 рецензий со средним баллом 5,9 из 10. На сайте Metacritic фильм имеет оценку 60 из 100 на основе 47 рецензий критиков, что соответствует статусу «смешанные или средние отзывы».
Питер Трэверс из Rolling Stone дал фильму 2,5 звезды из 4, заявив: «Это благородная неудача в попытках добиться успеха, написана и снята с таким искренним оптимизмом, что вы подбадриваете его, даже когда он спотыкается». Стефани Мерри из The Washington Post дала фильму 2 звезды из 4, заявив: «Возможно, конечная цель фильма остается неясной, потому что, как только вы узнаете, куда движется история, вы понимаете, что это знакомая история. Фильм может вызвать в воображении футуристические образы, но в этой истории нет ничего такого, чего мы не видели раньше».

## Кассовые сборы
Несмотря на значительные сборы (208,6 млн $), фильм не смог окупить затраты на своё создание. Непосредственно на его съёмки было потрачено 190 миллионов долларов, ещё около 150 миллионов (по оценкам The Hollywood Reporter) ушло на рекламную кампанию.